# Hechos Contra el Decoro
Hechos Contra el Decoro (HCD) van ser un grup de música de Madrid que va estar en actiu entre els anys 1995 i 2001. Es caracteritza per fer una música reivindicativa basada en la fusió musical, especialment centrada en el Hip Hop.

## Història
El projecte Hechos Contra el Decoro va començar el març de 1995 al barri de Vallecas (Madrid). Inicialment el formaven quatre persones: dos cantants, un teclista i un DJ. La primera actuació del grup va ser tan sols dues setmanes després de la seva formació.
El 1996, després de gravar una maqueta, comencen a fer concerts d'àmbit europeu. Hi ha canvis en la formació, que passa a ser integrada per 9 músics i fan evolucionar l'estil del grup, afegint més elements al simple rapejat inicial.
Treuen el primer treball discogràfic, Rabiamuffin, l'any 1997. El 1998 participen en la banda sonora de la pel·lícula Barrio de Fernando León. Aquest mateix any treuen el seu segon disc, Danza de los Nadie. Després de la gira europea de l'any 1999 hi ha nous canvis en la formació, l'any següent treuen el seu tercer i últim disc d'estudi, Línea de Fuga. El grup se separa l'octubre de l'any 2001. Posteriorment, l'any 2002, s'editarà un directe de la banda.

## Discografia
- Rabiamuffin (1997, Gora Herriak)
- Danza de los Nadie (1998, Gora Herriak)
- Linea de Fuga (2000, Gora Herriak)
- Música contra una Ejecución (2002, AlterMetak)